# Сант'Иларио (Латина)
Сант'Иларио је насеље у Италији у округу Латина, региону Лацио.
Према процени из 2011. у насељу је живело 439 становника. Насеље се налази на надморској висини од 31 м.